# Plaggen

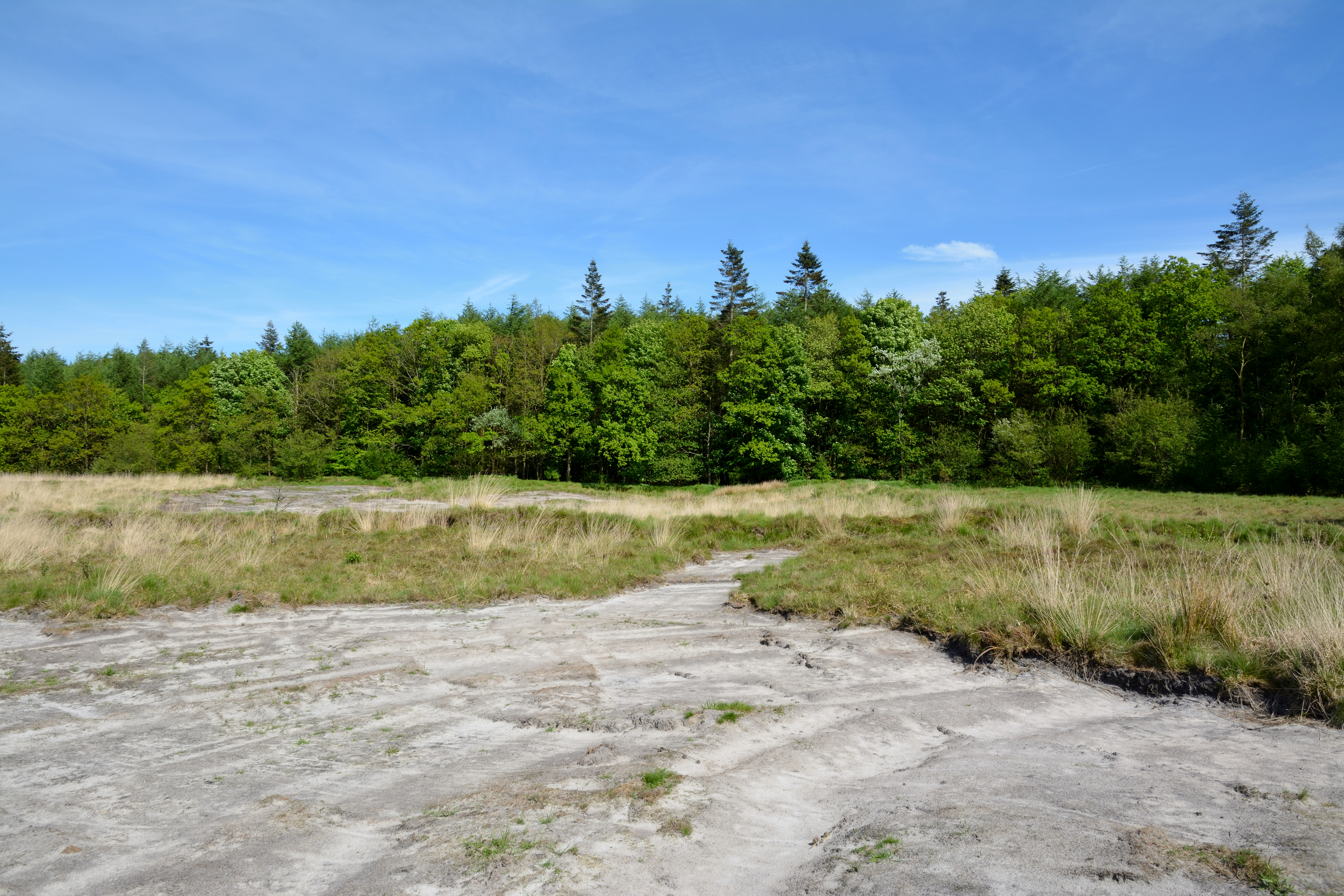
Teilweise abgeplaggte Heidefläche im Naturerlebnisraum Mildstedt

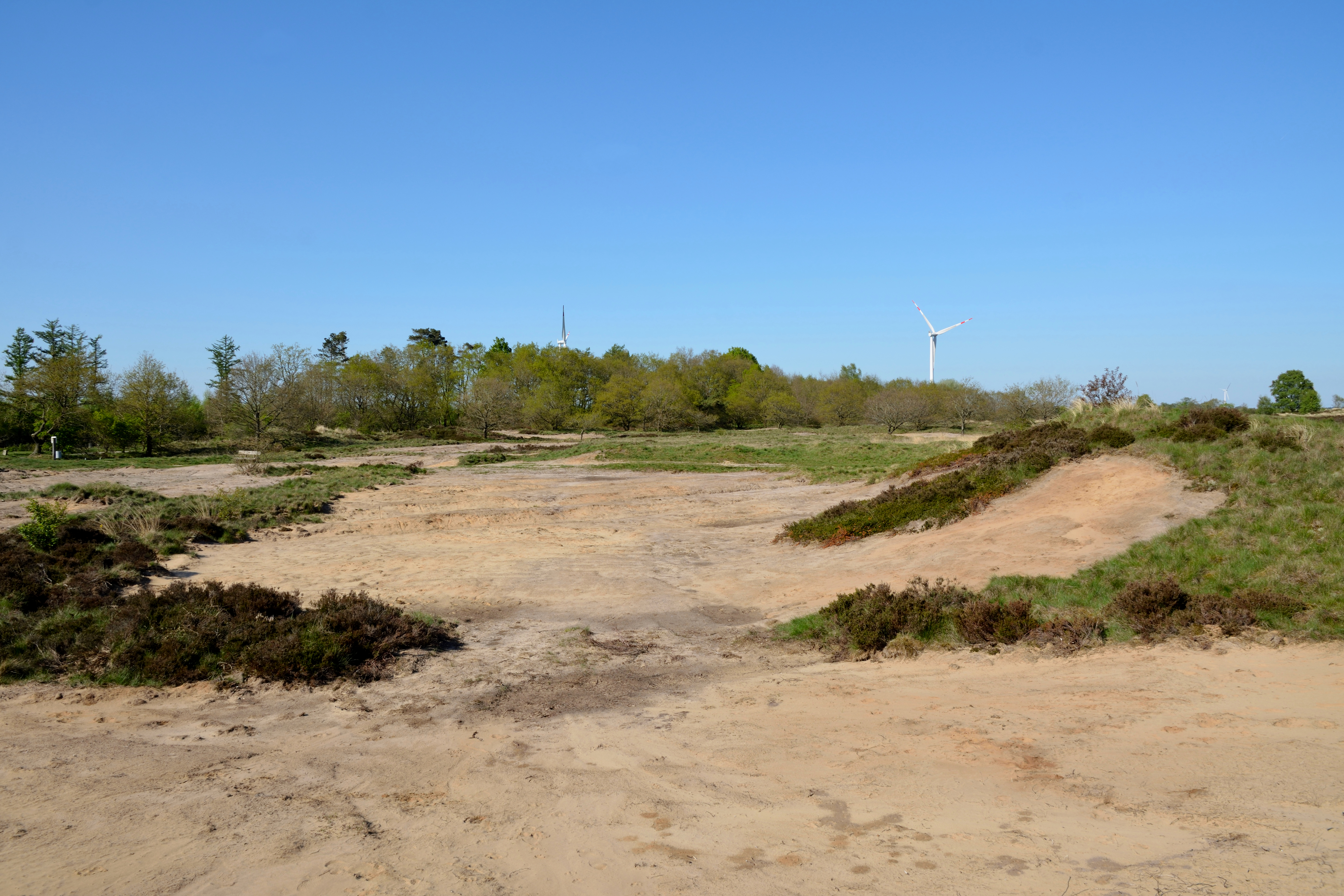
Abgeplaggte Heidefläche im Naturschutzgebiet Süderlügumer Binnendünen

Eine Plagge (niederdeutsch zu Placken) ist ein ausgestochenes Stück Oberboden. Anders als Grassoden stammen Plaggen meist aus Heiden (Heideplaggen) oder Wäldern (Waldplaggen), es wurden aber auch im Grünland gestochene Rasensoden Plaggen genannt, wenn sie in entsprechender Weise verwendet wurden (diese waren zwar als Dünger besser, aber weniger begehrt, weil sie eine schlechtere Einstreu im Stall ergaben). Beim Plaggenstechen (auch Plaggenhieb genannt) wird der humose und durchwurzelte Oberboden mit Teilen der darauf befindlichen Vegetation abgestochen.
Die Plaggen in Nordwestdeutschland waren etwa 40 Zentimeter breit und 100 Zentimeter lang. In den Niederlanden waren quadratische Plaggen mit 25 bis 30 Zentimeter Kantenlänge üblich. Beim Plaggenstechen wurden die Soden (Vegetation, Wurzelfilz und Oberboden) abgestochen, der anhaftende sandige Mineralboden abgeschält oder abgeschüttelt, der Plaggen anschließend zum Transport eingerollt; das dafür verwendete Werkzeug, eine Hacke mit halbmondförmigem, angeschärftem Eisen wurde „Quicke“ genannt. Für einen Quadratmeter Plaggenesch mussten 20 bis 40 Quadratmeter Heide abgeplaggt werden.
Plaggenwirtschaft war üblich in Nordwestdeutschland, dem dänischen Jütland, den küstennahen Geestgebieten der östlichen Niederlande und Nordost-Belgiens, südlich bis ins nördliche Westfalen und ins Sandmünsterland, vereinzelt sogar ins nördlichste Sauerland, östlich vereinzelt bis in die Altmark, immer in Gebieten mit sandigen altpleistozänen Böden. Ähnliche Bewirtschaftungsformen existierten in Skandinavien, wurden hier aber anders bezeichnet.  Der Beginn der Plaggenwirtschaft wird auf die Eisenzeit datiert. Durch Untersuchungen mittels Radiokarbonmethode, ergänzt durch Pollenanalyse ist ein großräumiger Einsatz, je nach Untersuchung etwa 600–800 n. Chr. bzw. 800–1200 n. Chr. nachweisbar, er geht vermutlich auf das 10. Jahrhundert zurück. Ältere Nachweise sind sporadisch und vor allem von den nordfriesischen Inseln bekannt.
Plaggen wurden bis in die Mitte des 19. Jahrhunderts, teilweise bis in die 1930er Jahre, im Zuge der Plaggendüngung auf ackerbaulich nicht genutzten Flächen gewonnen. Anschließend wurden sie meist als Einstreu in den Ställen verwendet und mit dem Mist als organischer Dünger ausgebracht, meist auf den hofnahen Eschfluren (Plaggenesch). Diese geplaggten Flächen wurden deutlich aufgewertet. Heute sind Plaggen durch Mineraldünger abgelöst.
Auf den abgeplaggten Flächen kam es durch den regelmäßigen Verlust des Oberbodens zu gravierenden Bodendegradation (Verheidung und Erosion). Heideflächen, die unter Naturschutz stehen, werden aber teilweise als Pflegemaßnahme heute noch abgeplaggt. Da die Heiden durch Übernutzung entstanden, ist diese Degradierung zu ihrer Erhaltung notwendig.